# إتاكو (إيباراكي)
إتاكو (باليابانية: 潮来市 إتاكو-شي) هي مدينة تقع في محافظة إيباراكي، اليابان. تأسست المدينة في 1 أبريل 2001.

## أعلام
- تاتسويا كاواهارا
- كينجي كويانو
- كييتا سوغيموتو

## وصلات خارجية
- موقع بلدية إتاكو